# Это жизнь
Это жизнь — турецкий художественный фильм, режиссёр и автор сценария Реха Эрдем.

## Сюжет
14-летняя Хаят живет со своим отцом и прикованным к постели дедушкой в деревянном доме, построенном в устье речки, впадающей в Босфор.
Её отец ловит рыбу на своей маленькой лодке, и чтобы обеспечить семью, он также занимается незаконным бизнесом.
Мир вокруг неё суров и жесток, но она цепляется за жизнь, и не теряет и мужества.

## Награды
- 45-й Кинофестиваль «Золотой апельсин» в Анталии — Национальный конкурс (октябрь 2008 г.) Специальная награда ассоциации кинописателей.
- 59-й Берлинский международный кинофестиваль (5–15 февраля 2009 г.) — специальный приз жюри читателей газеты Tagesspiegel.
- 28-й Международный Стамбульский кинофестиваль (4–19 апреля 2009 г.) — премия ФИПРЕССИ (Международной ассоциации кинокритиков).
- 2010 SİYAD — 4 награды в категориях лучший фильм, режиссер, оператор и монтаж.